# Dude (Looks Like a Lady)
Pour les articles homonymes, voir Dude.
Singles de Aerosmith
 Shela
(1986) Angel
(1988)
Dude (Looks Like a Lady) est une chanson du groupe de hard rock américain Aerosmith. Elle provient de l'album Permanent Vacation en 1987 qui marque le retour d'Aerosmith sur le devant de la scène musicale.
La chanson fut composée par Desmond Child, Joe Perry et Steven Tyler.
Elle a par la suite été utilisée pour le film Wayne's World 2, où les membres du groupe, jouant leur propre rôle, interprètent la chanson sur scène, mais aussi dans Madame Doubtfire, où l'acteur Robin Williams, déguisé en Madame Doubtfire, danse en faisant le ménage.
Cette musique a aussi été reprise par Shakira lors d'une présentation en public. À un moment elle quitte la scène pour se fondre dans le public pour rejoindre les Aerosmith, et elle chante en duo avec le chanteur du groupe.
Cette musique a également été reprise dans l'attraction Rock'n'Roller Coaster starring Aerosmith au Parc Walt Disney Studios de Disneyland Paris, où on peut l'entendre dans la sélection musicale diffusée à bord des trains.